# Вірний син (бронепоїзд)
Бронепотяг «Вірний син» — панцерний потяг збройних сил УНР. Трофейний бронепотяг, що належав до 4-го дивізіону бронепоїздів у серпні 1919 року, відбитий від ворожих військ у Жмеринці. Бронепоїзд був спрямований на лінію фронту в напрямку Вапнярки для підтримки 3-ї дивізії.
13 листопада 1919 року разом з бронепоїздом «Помста» відбивали наступ Добровольчої армії генерала Денікіна на станцію Сербинівка, але зазнали значних втрат в особовому складі й змушені були відступити. Згодом «Вірний син» був знищений ворожою артилерією.